# Bradysia semihilaris
Bradysia semihilaris är en tvåvingeart som beskrevs av Werner Mohrig och Nina Krivosheina 1983. Bradysia semihilaris ingår i släktet Bradysia och familjen sorgmyggor. Inga underarter finns listade i Catalogue of Life.